# Анџелина Валентајн
Анџелина Валентајн (енгл. Angelina Valentine), рођена као Александрија Ејнџел Алварез (енгл. Alexandria Angel Alvarez), у Лексингтону у Кентакију, 19. септембра 1986, америчка је порнографска глумица.

## Каријера
Валентајнова је 2007. године започела своју каријеру у порно-индустрији, од тада се појавила у више од 200 филмова за одрасле. Године 2009. је освојила награду XRCO Deep Throat Award и била прва жена која је снимила сцену са транссексуалном глумицом Кимбер Џејмс.
Валентајнова за себе каже да је бисексуалка.

## Награде и номинације
| Година | Доделио | Исход      | Категорија                   | Филм                |
| ------ | ------- | ---------- | ---------------------------- | ------------------- |
| 2009   | AVN     | Номинована | Best Group Sex Scene         | Oil Overload        |
| 2009   | AVN     | Номинована | Best New Starlet             | /                   |
| 2009   | AVN     | Номинована | Best Threeway Sex Scene      | Pretty as They Cum  |
| 2009   | FAME    | Номинована | Favorite Female Rookie       | /                   |
| 2009   | XBIZ    | Номинована | New Starlet of the Year      | /                   |
| 2009   | XRCO    | Освојила   | Deep Throat Award            | /                   |
| 2010   | AVN     | Номинована | Best New Web Starlet         | /                   |
| 2010   | AVN     | Номинована | Unsung Starlet of the Year   | /                   |
| 2010   | FAME    | Номинована | Most Underrated Star         | /                   |
| 2010   | XBIZ    | Номинована | Female Performer of the Year | /                   |
| 2011   | AVN     | Номинована | Best Oral Sex Scene          | Deep Throat This 43 |
| 2011   | XBIZ    | Номинована | Female Performer of the Year | /                   |
| 2012   | AVN     | Номинована | Unsung Starlet of the Year   | /                   |